# Championnat la Ligue Professionnelle 1
Championnat la Ligue Professionnelle 1, w skrócie CLP-1 (ar. الرابطة المحترفة الأولى لكرة القدم') – pierwszoligowe rozgrywki klubowe w piłce nożnej w Tunezji. Liga została założona w 1921 roku, a jej pierwszym mistrzem został zespół Racing Club Tunis. Najwięcej razy mistrzem ligi została drużyna Espérance Tunis, która 32 razy sięgała po prymat.

## Skład ligi w sezonie 2023/2024
| Klub                     | Miasto     |
| AS Marsa                 | La Marsa   |
| AS Soliman               | Soliman    |
| Club Africain            | Tunis      |
| CA Bizertin              | Bizerta    |
| CS Sfaxien               | Safakis    |
| EGS Gafsa                | Kafsa      |
| ES Métlaoui              | Al-Matlawi |
| Étoile Sportive du Sahel | Susa       |
| Espérance Tunis          | Tunis      |
| Olympique Béja           | Badża      |
| Stade Tunisien           | Tunis      |
| US Ben Guerdane          | Bin Kirdan |
| US Monastir              | Monastyr   |
| US Tataouine             | Tatawin    |

## Mistrzowie kraju

### Przed uzyskaniem niepodległości przez Tunezję
| - 1921/22 : Racing Club Tunis - 1922/23 : Stade Gaulois Tunis - 1923/24 : Stade Gaulois Tunis - 1924/25 : Racing Club Tunis - 1925/26 : Sporting Club Tunis - 1926/27 : Stade Gaulois Tunis - 1927/28 : Sporting Club Tunis - 1928/29 : Avant Garde Tunis - 1929/30 : US Tunisienne - 1930/31 : US Tunisienne - 1931/32 : Italia Tunis - 1932/33 : US Tunisienne - 1933/34 : Sfax Railways Sports - 1934/35 : Italia Tunis - 1935/36 : Italia Tunis - 1936/37 : Italia Tunis - 1937/38 : Savoia de La Goulette Tunis | - 1938/39 : CS Gabésien - 1939/40 : nie rozgrywano - 1940/41 : nie rozgrywano - 1941/42 : Espérance Tunis - 1942/43 : nie rozgrywano - 1943/44 : nie rozgrywano - 1944/45 : CA Bizertin - 1945/46 : CA Bizertin - 1946/47 : Club Africain - 1947/48 : Club Africain - 1948/49 : CA Bizertin - 1949/50 : Étoile Sportive du Sahel - 1950/51 : CS Hammam-Lif - 1951/52 : nie rozgrywano - 1952/53 : Sfax Railways Sports - 1953/54 : CS Hammam-Lif - 1954/55 : CS Hammam-Lif |

### Po uzyskaniu niepodległości przez Tunezję (1956)
| - 1955/56 : CS Hammam-Lif - 1956/57 : Stade Tunisien - 1957/58 : Étoile Sportive du Sahel - 1958/59 : Espérance Tunis - 1959/60 : Espérance Tunis - 1960/61 : Stade Tunisien - 1961/62 : Stade Tunisien - 1962/63 : Étoile Sportive du Sahel - 1963/64 : Club Africain - 1964/65 : Stade Tunisien - 1965/66 : Étoile Sportive du Sahel - 1966/67 : Club Africain - 1967/68 : Sfax Railways Sports - 1968/69 : CS Sfaxien - 1969/70 : Espérance Tunis - 1970/71 : CS Sfaxien - 1971/72 : Étoile Sportive du Sahel - 1972/73 : Club Africain - 1973/74 : Club Africain - 1974/75 : Espérance Tunis - 1975/76 : Espérance Tunis - 1976/77 : JS Kairouan - 1977/78 : CS Sfaxien - 1978/79 : Club Africain - 1979/80 : Club Africain - 1980/81 : CS Sfaxien - 1981/82 : Espérance Tunis - 1982/83 : CS Sfaxien - 1983/84 : CA Bizertin - 1984/85 : Espérance Tunis - 1985/86 : Étoile Sportive du Sahel - 1986/87 : Étoile Sportive du Sahel - 1987/88 : Espérance Tunis - 1988/89 : Espérance Tunis | - 1989/90 : Club Africain - 1990/91 : Espérance Tunis (Tunis) - 1991/92 : Club Africain - 1992/93 : Espérance Tunis - 1993/94 : Espérance Tunis - 1994/95 : CS Sfaxien - 1995/96 : Club Africain - 1996/97 : Étoile Sportive du Sahel - 1997/98 : Espérance Tunis - 1998/99 : Espérance Tunis - 1999/00 : Espérance Tunis - 2000/01 : Espérance Tunis - 2001/02 : Espérance Tunis - 2002/03 : Espérance Tunis - 2003/04 : Espérance Tunis - 2004/05 : CS Sfaxien - 2005/06 : Espérance Tunis - 2006/07 : Étoile Sportive du Sahel - 2007/08 : Club Africain - 2008/09 : Espérance Tunis - 2009/10 : Espérance Tunis - 2010/11 : Espérance Tunis - 2011/12 : Espérance Tunis - 2012/13 : Club Sportif Sfaxien - 2013/14 : Espérance Tunis - 2014/15 : Club Africain - 2015/16 : Étoile Sportive du Sahel - 2016/17 : Espérance Tunis - 2017/18 : Espérance Tunis - 2018/19 : Espérance Tunis - 2019/20 : Espérance Tunis - 2020/21 : Espérance Tunis - 2021/22 : Espérance Tunis - 2022/23 : Étoile Sportive du Sahel |

## Tytuły mistrzowskie według klubu
| Klub                     | Miasto            | Ilość tytułów |
| ------------------------ | ----------------- | ------------- |
| Espérance Tunis          | Tunis             | 32            |
| Club Africain            | Tunis             | 13            |
| Étoile Sportive du Sahel | Susa              | 11            |
| Racing Club de Tunis     | Tunis             | 9             |
| CS Sfaxien               | Safakis           | 8             |
| CS Hammam-Lif            | Hammam al-Anf     | 4             |
| Stade Tunisien           | Tunis             | 4             |
| CA Bizertin              | Bizerta           | 4             |
| Italia de Tunis          | Tunis             | 4             |
| Sfax Railway Sports      | Safakis           | 3             |
| US Tunisienne            | Tunis             | 3             |
| Stade Gaulois de Tunis   | Tunis             | 3             |
| Sporting de Ferryville   | Manzil Bu Rukajba | 2             |
| Sporting Club de Tunis   | Tunis             | 2             |
| JS Kairouan              | Kairuan           | 1             |
| Savoia de la Goulette    | Halk al-Wadi      | 1             |
| CS Gabésien              | Kabis             | 1             |
| Avant Garde de Tunis     | Tunis             | 1             |

## Królowie strzelców ligi
| Sezon   | Piłkarz                                                      | Klub                                                           | Liczba goli |
| ------- | ------------------------------------------------------------ | -------------------------------------------------------------- | ----------- |
| 1955/56 | Habib Mougou                                                 | Étoile Sportive du Sahel                                       | 22          |
| 1956/57 | Brahim Ben Miled                                             | JS Métouienne                                                  | 20          |
| 1957/58 | Habib Mougou Boubaker Haddad                                 | Étoile Sportive du Sahel Ca Bizertin                           | 28          |
| 1958/59 | Abdelmajid Tlemçani                                          | Espérance Tunis                                                | 32          |
| 1959/60 | Abdelmajid Tlemçani                                          | Espérance Tunis                                                | 22          |
| 1960/61 | Ammar Merrichkou                                             | AS Marsa                                                       | 18          |
| 1961/62 | Chedly Laaouini                                              | Espérance Tunis                                                | 16          |
| 1962/63 | Mokhtar Chelbi                                               | AS Marsa                                                       | 16          |
| 1963/64 | Mongi Dalhoum                                                | CS Sfaxien                                                     | 15          |
| 1964/65 | Mohamed Salah Jedidi                                         | Club Africain                                                  | 17          |
| 1965/66 | Mongi Dalhoum                                                | CS Sfaxien                                                     | 18          |
| 1966/67 | Abdelwahab Lahmar                                            | Stade Tunisien                                                 | 14          |
| 1967/68 | Kamel Henia                                                  | CS Hammam Lif                                                  | 10          |
| 1968/69 | Mohamed Salah Jedidi                                         | Club Africain                                                  | 17          |
| 1969/70 | Othman Jenayah                                               | Étoile Sportive du Sahel                                       | 15          |
| 1970/71 | Abdesselam Adhouma                                           | Étoile Sportive du Sahel                                       | 17          |
| 1971/72 | Moncef Khouini                                               | Club Africain                                                  | 12          |
| 1972/73 | Ezzedine Chakroun                                            | Sfax Railways Sports                                           | 23          |
| 1973/74 | Abdesselam Adhouma                                           | Étoile Sportive du Sahel                                       | 16          |
| 1974/75 | Zoubeir Ghenia                                               | Espérance Tunis                                                | 24          |
| 1975/76 | Raouf Ben Aziza                                              | Étoile Sportive du Sahel                                       | 20          |
| 1976/77 | Moncef Ouada                                                 | JS Kabylie                                                     | 16          |
| 1977/78 | Raouf Ben Aziza                                              | Étoile Sportive du Sahel                                       | 20          |
| 1978/79 | Mahmoud Tebourski                                            | Olympique Kef                                                  | 13          |
| 1979/80 | Hédi Bayari                                                  | Club Africain                                                  | 14          |
| 1980/81 | Habib Gasmi                                                  | Club Africain                                                  | 16          |
| 1981/82 | Riadh El Fahem                                               | Espérance Tunis                                                | 13          |
| 1982/83 | Hédi Bayari                                                  | Club Africain                                                  | 17          |
| 1983/84 | Hédi Bayari                                                  | Club Africain                                                  | 12          |
| 1984/85 | Faouzi Henchiri                                              | COT Tunis                                                      | 9           |
| 1985/86 | Nebil Tasco                                                  | CS Hammam Lif                                                  | 12          |
| 1986/87 | Adnène Laajili                                               | US Monastir                                                    | 14          |
| 1987/88 | Nabil Maâloul                                                | Espérance Tunis                                                | 14          |
| 1988/89 | Abdelhamid Hergal                                            | Stade Tunisien                                                 | 15          |
| 1989/90 | Faouzi Rouissi                                               | Club Africain                                                  | 18          |
| 1990/91 | Othman Chehaibi                                              | JS Kabylie                                                     | 15          |
| 1991/92 | Hechmi Sassi Amor Ben Tahar                                  | Stade Tunisien Océano Club Kerkennah                           | 14          |
| 1992/93 | Abdelkader Belhassen Kenneth Malitoli                        | CA Bizertin Espérance Tunis                                    | 18          |
| 1993/94 | Kenneth Malitoli                                             | Espérance Tunis                                                | 14          |
| 1994/95 | Belhassen Aloui                                              | CS Hammam Lif                                                  | 18          |
| 1995/96 | Sami Touati                                                  | Club Africain                                                  | 17          |
| 1996/97 | Sami Laaroussi                                               | Espérance Tunis                                                | 14          |
| 1997/98 | Abdelkader Belhassen Ziad Tlemçani                           | Espérance Tunis                                                | 15          |
| 1998/99 | Francileudo dos Santos                                       | Étoile Sportive du Sahel                                       | 14          |
| 1999/00 | Ali Zitouni                                                  | Espérance Tunis                                                | 19          |
| 2000/01 | Oussama Sellami                                              | Stade Tunisien                                                 | 11          |
| 2001/02 | Kandia Traoré                                                | Espérance Tunis                                                | 13          |
| 2002/03 | Mohamed Seliti                                               | Stade Tunisien                                                 | 12          |
| 2003/04 | Nabil Missaoui Haykel Guemamdia Tenema N’Diaye               | Club Africain CS Sfaxien                                       | 9           |
| 2004/05 | Haykel Guemamdia                                             | CS Sfaxien                                                     | 12          |
| 2005/06 | Amine Ltaïef                                                 | Espérance Tunis                                                | 16          |
| 2006/07 | Tarek Ziadi                                                  | CS Sfaxien                                                     | 13          |
| 2007/08 | Wissem Ben Yahia                                             | Club Africain                                                  | 10          |
| 2008/09 | Michael Eneramo                                              | Espérance Tunis                                                | 18          |
| 2009/10 | Michael Eneramo                                              | Espérance Tunis                                                | 13          |
| 2010/11 | Ahmed Akaïchi                                                | Étoile Sportive du Sahel                                       | 14          |
| 2011/12 | Youssef Msakni                                               | Espérance Tunis                                                | 17          |
| 2012/13 | Abdelmoumene Djabou Haythem Jouini                           | Club Africain Espérance Tunis                                  | 8           |
| 2013/14 | Baghdad Bounedjah                                            | Étoile Sportive du Sahel                                       | 14          |
| 2014/15 | Saber Khelifa                                                | Club Africain                                                  | 15          |
| 2015/16 | Ali Maâloul                                                  | Club Sportif Sfaxien                                           | 16          |
| 2016/17 | Taha Yassine Khenissi                                        | Espérance Tunis                                                | 14          |
| 2017/18 | Saber Khelifa Alaeddine Marzouki Zied Ounalli Lassaâd Jaziri | Club Africain Club Sportif Sfaxien CA Bizertin US Ben Guerdane | 9           |
| 2018/19 | Taha Yassine Khenissi Firas Chaouat                          | Espérance Tunis Club Sportif Sfaxien                           | 10          |
| 2019/20 | Anthony Okpotu                                               | US Monastir                                                    | 13          |
| 2020/21 | Aymen Sfaxi                                                  | Étoile Sportive du Sahel                                       | 9           |
| 2021/22 | Mohamed Ali Ben Hammouda                                     | Espérance Tunis                                                | 10          |
| 2022/23 | Rafik Kamergi                                                | US Ben Guerdane                                                | 14          |